# Bbs Paranoicos
 (octobre 2017).
Bbs Paranoicos est un groupe de punk rock chilien, originaire de Santiago. Il comprend actuellement Carlos Kretschmer (basse, chant, chœurs), Omar Acosta (guitare, chant), Pedro López (guitare) et Juan Herrera (batterie). BBS Paranoicos est considéré par la presse, avec Fiskales Ad-Hok et Los Miserables, comme les groupes les plus importants de la scène punk rock chilien depuis les années 1990.

## Biographie
Le groupe est formé en 1991 par Alex (chant), Carlos (basse) et Pedro (guitare). En août 1991, après le départ de Boyle (batterie) et l'arrivée de Juan, le groupe sort son premier EP Dulces debes paranoicos. 
Le 24 octobre 2010, ils jouent avec Attaque 77 aux côtés de Green Day pendant leur tournée chilienne. Le 26 juin 2011, le groupe joue un concert spécial vingt ans au Teatro Caupolicán devant 5 000 personnes. En avril 2012, ils participent à la seconde version du festival international du Lollapalooza Chile 2012 avec les Foo Fighters. En 2012, le groupe réalise une grande tournée spéciale vingt ans aux côtés du groupe américain Criminal. À la fin 2012, le groupe réalise un nouveau split-EP avec le groupe californien White Flag, intitulé Og Bo Toyy.

## Membres

### Membres actuels
- Omar Acosta – chant, guitare solo (depuis 1996)
- Carlos « Ozz » Kretschmer – basse, chant (depuis 1991)
- Pedro López – guitare rythmique, chœurs (depuis 1991)
- Juan Herrera – batterie (1991-2003, depuis 2009)

### Anciens membres
- Alex Patiño – chant (1991–1999)
- Cedric Otero – guitare (1993–1999)
- Boyle – batterie (1991)
- Rodrigo Memo Barahona – batterie (2003–2005)
- Daniel Tobar – batterie (2005–2009)

## Discographie

### Albums studio
- 1993 : Incierto final (Sello Alerce)
- 1995 : Fábricas mágicas... lápidas tétricas (Toxic)
- 1997 : Hardcore para señoritas (Ta Ke Sale!, Deifer, Inhumano)
- 1999 : Collage (Ta Ke Sale!, Alerce, Alerta)
- 2000 : Algo no anda
- 2001 : Capital
- 2008 : Antídoto
- 2014 : Cruces

### Albums live
- 2010 : La Victoria del perdedor (CD/DVD)
- 2012 : El Asalto (DVD)

### Compilations
- 2001 : The History of BBS Paranoicos
- 2003 : Cambia el tiempo (Antología 1993-2003)

### Splits
- 1997 : BBS Paranoicos / Desperate Cry
- 2001 : BBS Paranoicos / Ego Means Survival
- 2012 : Og Bo Toyy: BBS Paranoicos / White Flag

### Démos
- 1991 : Dulces Bebés Paranoicos

### EP
- 2000 : El Ensayo
- 2005 : Uno
- 2005 : Dos